# NGC 4502
NGC 4502 је спирална галаксија у сазвежђу Береникина коса која се налази на NGC листи објеката дубоког неба.
Деклинација објекта је + 16° 41' 17" а ректасцензија 12h 32m 3,2s. Привидна величина (магнитуда) објекта NGC 4502 износи 14,0 а фотографска магнитуда 14,7. NGC 4502 је још познат и под ознакама UGC 7677, MCG 3-32-60, CGCG 99-78, VCC 1410, KUG 1229+169, PGC 41531.